# Фрезенбург
Фрезенбург (њем. Fresenburg) општина је у њемачкој савезној држави Доња Саксонија. Једно је од 60 општинских средишта округа Емсланд. Према процјени из 2010. у општини је живјело 923 становника. Посједује регионалну шифру (AGS) 3454013.

## Географски и демографски подаци
Фрезенбург се налази у савезној држави Доња Саксонија у округу Емсланд. Општина се налази на надморској висини од 9 метара. Површина општине износи 21,6 km². У самом мјесту је, према процјени из 2010. године, живјело 923 становника. Просјечна густина становништва износи 43 становника/km².